# Amo (Sprache)
Die Sprache Amo (auch amon, among, ba, timap; ISO 639-3: amo) ist eine platoide Sprache aus der Gruppe der östlichen Kainji-Sprachen, die von insgesamt 12.300 Personen (Stand 2000) aus der gleichnamigen Volksgruppe in den nigerianischen Bundesstaaten Plateau und Kaduna gesprochen wird.
Die Mitglieder der Volksgruppe nennen sich Amap, die Eigenbezeichnung für die Sprache ist timap. Die Sprache verwendet das lateinische Alphabet als Schriftsystem.